# Gustaf Welin (militär)
Nils Gustaf Axel Welin, född den 12 juli 1930 i Göteborgs Vasa församling, Göteborgs och Bohus län, död den 11 november 2008 i Engelbrekts församling, Stockholm, var en svensk militär. 
Han var son till överste Axel Welin.

## Biografi
Welin tog studentexamen i Stockholm 1949, blev fänrik vid Svea livgarde 1952 och genomgick plutonchefsskola åren 1959–1960. Han utexaminerades från Krigshögskolan 1962, befordrades till kapten 1964 och tjänstgjorde vid Försvarsstaben 1964–1967. Åren 1967–1968 tillhörde han Västerbottens regemente och tjänstgjorde som kompanichef i Förenta Nationernas fredsbevarande styrkor i Cypern (UNFICYP). År 1968 befordrades han till major och var 1968–1971 kurschef vid Militärhögskolan. Efter befordran till överstelöjtnant tjänstgjorde han 1971–1974 åter vid Försvarsstaben och åren 1974–1975 vid Hälsinge regemente. År 1975 befordrades han till överste och var åren 1975–1977 linjechef vid Militärhögskolan samt åren 1977–1979 utbildningschef vid Värmlands regemente tillika chef för Värmlandsbrigaden. Därefter befordrades han 1979 till överste av första graden och var åren 1979–1980 stabschef vid Västra militärområdet. Efter befordran till generalmajor 1980 var han åren 1980–1984 stabschef vid Östra militärområdet och under denna tid genomgick han 1981 stabsskola i USA. Åren 1984–1986 var han chef för Försvarshögskolan. Han var åren 1986–1988 biträdande generalsekreterare i Förenta Nationerna och chef för United Nations Disengagement Observer Force (UNDOF) på Golanhöjderna i Syrien. År 1988 befordrades han till generallöjtnant och var åren 1988–1992 militärbefälhavare för Södra militärområdet. Welin var åren 1993–1994 chef för försvarsministerns kansli vid Försvarsdepartementet.
Gustaf Welin invaldes 1973 som ledamot i Kungliga Krigsvetenskapsakademien och var 2002–2006 dess andre styresman.
Welin deltog flitigt i försvarsdebatten med artiklar i dagspressen och han var kommentator i Sveriges Radio och Sveriges Television 1968–1973. Han var även flitigt aktiv i föreningar, bland annat som styrelseledamot i Svenska Fäktförbundet 1974–1982, som ordförande i Sveagardesföreningen 1993–2000 och som ordförande i kamratföreningen De Femton.
I en nekrolog karakteriserades Welin sålunda: "Som chef var Gustaf Welin rak och tydlig, ibland på gränsen till skarp, men också snar till beröm. Han hade alltid en historia till hands och en underfundig, ibland något drastisk humor."

## Utmärkelser
- Riddare av Svärdsorden, 6 juni 1970.[4]